# 高崎小1女児殺害事件
高崎小1女児殺害事件（たかさきしょういちじょじさつがいじけん）は2004年（平成16年）3月11日に群馬県高崎市北久保町の北久保県営住宅で発生した殺人事件。

## 事件概要
群馬県高崎市で、北久保町の県営住宅に住む会社員（当時38歳）の長女で高崎市立豊岡小学校の1年生の女児（当時7歳）が、県営住宅の同じ階に住む男（当時26歳）に殺害された。
男は「いたずらしようとしたら騒がれそうになったので殺した」と供述。2005年（平成17年）12月9日に、前橋地裁高崎支部にて男に対し無期懲役の判決が言い渡され、その後、検察側・弁護側双方とも控訴せず刑が確定した。
被告人が「少女の人形」つまり「少女のフィギュア」を所有し、公判中、検察側より被告宅から押収された「美少女フィギュア」について放棄を迫られた際に、これまでの落胆したかのような態度をひょう変させ、「あの子たちを処分することは、私の子供を殺すかのようなものだ」と激しい泣き声で訴えるなど、フィギュアへの執着を見せたため話題となった。

## 詳細
2004年（平成16年）3月11日14時40分ごろ、自動車部品会社の社員の男（当時26歳）は下校してきた女児を自宅前で待ち伏せしていた。すると、隣に住む女児（当時7歳）が通りがかったため、女児をエレベーターを降りた付近で抱え上げ、すぐ脇にある男の自宅の玄関内に入れた。その後、騒がれたため、首をタオルで絞め、窒息死させた。
男はこの日16時から翌日の午前1時までの勤務予定があったため、女児の遺体を所持品と共に自室の押し入れに隠匿した後、自転車で出社した。
エレベーターで同級生と別れた後、行方が分からなくなり、女児の母親（当時36歳）が15時30分頃、「子供が帰ってこない」と110番通報した。エレベーター内の防犯カメラには14時26分、女児が10階でエレベーターを降りる姿が映っていた。
行方を捜していた捜査員が18時30分ごろ、女児と同じ階に住む男の部屋を訪れた際、男は不在で母親が対応した。
その後、母親が勤務先にいた男に電話で「女の子がいなくなったらしいが、何か知らないか」と尋ねたところ、「家に戻る」と言い、19時20分頃に男が勤務先から帰宅。
捜査員が事情を聴いたところ「自分がやった」と自供したため、高崎警察署は男を殺人容疑で緊急逮捕した。
男は一連の犯行について「肩に手をかけたら騒がれたので家の中に引き込み、玄関で殺した」と供述した。また、女児との面識については「たまたま出くわした。同じ階の女の子というぐらいしかわからなかった」と供述した。司法解剖の結果、女児の死因は窒息死と判明した。

## 犯人について
犯人の男は1996年（平成8年）、群馬県内の県立高校を卒業し、東京都内のアニメーション専門学校で1年間学んだ。専門学校に通う傍ら1996年（平成8年）春から1999年（平成11年）3月まで東京都内の新聞販売所で勤務していた。
専門学校を卒業後、1999年（平成11年）4月に高崎市内の自動車部品会社に入社し、事件当時も勤務していた。同僚によると、2年前に鋳造技術の資格を取得するなど勤務態度はまじめで、おとなしい感じだという。

## 事件後の動向
2004年（平成16年）3月14日、殺害された女児の告別式で父親は「娘は、7年の人生の間、多くの感動、希望、勇気、安らぎを与えてくれた、悲しみを忘れることは出来ないが、旅立つ女児が、娘であることを誇りに思う」と挨拶した。
同級生からは「女児はいろいろなことにがんばっていました。上手だったことは長縄跳びでした。ここまで書いたら涙が出てきてしまいました。僕は女児の笑顔をいつまでも忘れません」と弔辞が述べられた。また、小学4年生の女児の兄（当時10歳）は、出口に立ち、深々と頭を下げて「ありがとうございました」と大きな声で何度もあいさつしながら、涙をこぼしていた。
焼香が終わり、女児の棺に花を手向ける時には、女児が好きだったSMAPの「世界に一つだけの花」が流れた。そのときも兄だけが1人、曲に合わせて歌を口ずさんでいた。最後は、集まった女児のクラスメート25人が全員で「ビリーブ」という曲を合唱。合唱後、参列者は手を合わせ、女児を見送った。
2004年（平成16年）3月31日、前橋地検高崎支部は男を殺人などの罪で前橋地裁高崎支部に起訴した。

## 刑事裁判

### 第一審・前橋地裁高崎支部
2004年（平成16年）5月21日、前橋地裁高崎支部（大島哲雄裁判長）で初公判が開かれ、罪状認否で被告人は起訴事実を認めた。
2004年（平成16年）9月17日、意見陳述で女児の両親は「犯人に対し、極刑を希望します。私たちの一番大切なものを奪われたのですから、同じ思いをしていただきたい」と述べて被告人に死刑を求めた。
2004年（平成16年）10月8日、前橋地裁高崎支部は弁護側が請求した被告人に対する心理鑑定の実施を決めた。心理鑑定では情状面の判断材料となる人格障害などについて鑑定する。
2005年（平成17年）6月3日、被告人を心理鑑定した医師の証人尋問が行われ、裁判長は「小児性愛の傾向がある。職場における対人関係のストレスが衝動的に出た」という心理鑑定の結果を証拠採用した。医師は被告人について「回避性人格障害がある」と指摘した。
2005年（平成17年）7月15日、被告人質問が行われ、弁護人からの質問で、本事件と同じ年に起きた奈良小1女児殺害事件についてどう感じたかを聞かれると「悲しかった。自分も同じことをしているのはすごくつらかった」と泣きながら述べた。また、被告人は「自分勝手でひどいことをしてしまった。被害者と遺族に本当に申し訳ないと思っている」と事件に対する謝罪を述べていた。
ところが、続いて行われた検察側の質問で、検察官から被告人の手製のフィギュアについて処分の可否を聞かれると、それまでとは一転して「自分を支えてくれた大切なフィギュア」と執着を見せ、「私にとって子供を殺せというもの」と言って泣き出しながら声を荒げた。
このやり取りを傍聴していた女児の母親は、被告人の態度に憤った様子で、傍聴席から駆け足で退出した。
最終的に人形の放棄を承諾した被告人は「くそっ」と漏らしたまま俯き鳴咽した。閉廷直前、裁判長は「人が命を落とすことの重大性が分かりますか。その人はもう帰ってこないということです」と被告人を諭した。
2005年（平成17年）10月14日、論告求刑公判が開かれ、検察側は「女児の人格と人間的尊厳を意に介さない卑劣な犯行」として被告人に無期懲役を求刑した。弁護側は一連の犯行の計画性に疑問を呈した上で情状酌量を求めて結審した。
2005年（平成17年）12月9日、前橋地裁高崎支部（大島哲雄裁判長）で判決公判が開かれ、裁判長は「わずか7歳の女児に対する欲望のおもむくままの自己中心的で短絡的な動機に酌量の余地はない」として被告人に求刑通り無期懲役の判決を言い渡した。
最大の争点となった犯行の計画性については、被告人が自宅付近のエレベーター前で待ち伏せをするなどしていたことから一定の計画性があったと認定した。その上で「社会一般に与えた影響、とりわけ同年代の女児を子に持つ親に与えた不安は深刻」と指摘した。また、更生の可能性については「小児性愛の性癖などに基づく犯行で、矯正には著しい困難が伴い、再犯の恐れは否定しがたい」として改悛の情に乏しいと述べた。
以上を踏まえた上で量刑については「有期懲役刑で処断することは相当とはいえない」とした上で「人間性をかなぐり捨てた欲望のおもむくままの動機に酌量の余地はない。再犯のおそれは否定しがたく、終生、反省悔悟の日々を送らせ、罪を償わせるのが相当」として無期懲役を選択した理由を述べた。
被告人は判決に対し控訴しない意向を示していたため、控訴期限を迎えた12月27日午前0時をもって被告人の無期懲役の判決が確定した。

## 民事裁判
男の無期懲役の判決が確定した後、女児の両親は「言語を絶する非常なショックを受けた」として服役中の男に対し総額9754万円の損害賠償を求める民事訴訟を前橋地裁高崎支部に提訴した。今回の民事訴訟は主に、女児の母親が事件後、不眠やストレスなどで約1年半にわたって生活に支障が出る状態になり、家族の団欒を無惨に奪ったことに対する責任を求める訴訟となる。その他、男に対し、無期懲役とは言ってもいずれは自由の身となるので、事件のことを忘れずに一生責任を背負って生きてほしいという思いや刑事裁判で明らかにできなかった部分を民事訴訟で明らかにしたいという意味合いも含まれている。
2007年（平成19年）6月14日、前橋地裁高崎支部（村田鋭治裁判長）は男に対し6485万円の損害賠償の支払いを命じる判決を言い渡した。判決では「女児の恐怖、苦痛は筆舌に尽くしがたい」としたが、女児の精神的苦痛に対する慰謝料及び両親に対する慰謝料は請求額の半分とした。

## 当時の報道について
例として『真相報道 バンキシャ!』では、番組内でボークス社製のドールと事件とを結びつける報道を行った。これに対してボークスは抗議声明を発表。法的手段に訴える事を表明した。これに対し日本テレビは翌週、日本テレビ報道局チーフニュースプロデューサー酒巻和也の名の下に、同社に謝罪を行った。